# Маргарет Парджетър
Маргарет Парджетър (на английски: Margaret Pargeter) е популярна английска писателка на произведения в жанра любовен роман.

## Биография и творчество
Маргарет Парджетър е родена в Англия. Пише истории от детството си, но не успява да завърши ръкописите и да ги изпрати на издател, докато не се омъжва и има две деца.
Първият ѝ роман „Winds from the Sea” е издаден през 1975 г.
До 1986 г., когато прекъсва писателската си кариера, написва общо 51 романа за издателствата „Harlequin” и „Mills & Boon”.
Много от сюжетите на романите ѝ се развиват в Австралия.

## Произведения

### Самостоятелни романи
- Winds from the Sea (1975)
- Ride a Black Horse (1975)
- The Kilted Stranger (1975)
- Hold Me Captive (1976)
- Stormy Rapture (1976)
- Blue Skies, Dark Waters (1976)
- Never Go Back (1977)
- Wild Inheritance (1977)
- Flamingo Moon (1977)
- Better to Forget (1977)
- The Jewelled Caftan (1978)
- Midnight Magic (1978)
- The Wild Rowan (1978)
- A Man Called Cameron (1978)
- Marriage Impossible (1978)
- The Devil's Bride (1979)
- Only You (1979)
- Savage Possession (1979)
- Boomerang Bride (1979)
- Autumn Song (1979)
- The Dark Oasis (1980)
- Kiss of a Tyrant (1980)
- Deception (1980)
- Dark Surrender (1980)
- Captivity (1981)
- The Loving Slave (1981)
- Collision (1981)
- Substitute Bride (1981)
- At First Glance (1981)
- Not Far Enough (1982)
- Storm Cycle (1982)
- Prelude to a Song (1982)
- Man from the Kimberleys (1982)
- Chains of Regret (1983)
- Clouded Rapture (1983)
- The Demetrious Line (1983)
- Caribbean Gold (1983)
- Storm in the Night (1983)
- The Silver Flame (1983)
- Odds Against (1984)
- Born of the Wind (1984)
- Captive of Fate (1985)
- Total Surrender (1985)
- Model of Deception (1985)
- Impasse (1985)
- Lost Enchantment (1985)
- The Other Side of Paradise (1985)
- A Scarlet Woman (1986)
- Beyond Reach (1986)
- Misconception (1997)
Гласът на сърцето, изд.: ИК „Слово“, Велико Търново (1999), прев. Красимира Иванова